# Jean Seligmann
Jean Albert Seligmann (* 15. Juni 1903 in Paris; † 15. Dezember 1941 in Mont-Valérien, Suresnes) war ein französischer Kunst- und Antiquitätenhändler.

## Leben
Jean A. Seligmann war der Sohn des aus Frankfurt zugewanderten Kunsthändlers Arnold Seligmann (1870–1932), der sich 1912 von seinem Bruder Jacques Seligmann getrennt hatte und die Kunsthandlung „Arnold Seligmann & Cie.“ im ersten Pariser Bezirk an der Place Vendôme 23 führte. Nach dem Tod seines Vaters 1932 übernahm Jean A. Seligmann diese („Jean A. Seligman & Cie.“).
Wie vom Finanzminister im Mai 1940 angekündigt, wurde im Juli 1940 die Galerie samt ihren Sammlungsbeständen vom „Devisenschutzkommando“ beschlagnahmt und in einer öffentlichen Versteigerung verkauft.
Mitglieder der deutschen Wehrmacht verhafteten den Kunsthändler am 29. März 1941 wegen des Verdachtes der Spionage auf seinen häufigen Geschäftsreisen in der Vorkriegszeit. Er wurde im Gefängnis Cherche-Midi in Paris inhaftiert und am 15. Dezember 1941 in der Festung Mont-Valérien als Geisel zur Vergeltung für Attentate des französischen Widerstandes erschossen. Die deutsche Sterbeurkunde wies den Zeitpunkt des Todes für diesen Tag „gegen 10 Uhr 10“ aus.
In Anbetracht der Verordnung vom 16. Januar 1941 stellte der Staatssekretär für die industrielle Produktion, Pierre Pucheu, mit der Begründung, die Firmenleitung von A. Seligmann et Cie, antiquités sei nicht in der Lage, ihre Aufgaben zu erfüllen, den Betrieb unter provisorische Verwaltung.
Der Staatsanzeiger der französischen Republik meldete im Mai 1942, dass von Amts wegen der Kunsthändler Willy Remon als provisorischer Verwalter der Galerie Seligmann eingesetzt wurde.
An die Stelle der 1932 eingerichteten Berliner Filiale Arnold Seligmann & Co., GmbH., Antiquitäten, W 9, Bellevuestraße 5 trat 1941 die Kunsthandlung von Paul Lindpaintner an derselben Adresse. Die Berliner Kunsthandlung von Johannes Hinrichsen wurde auf dessen Antrag vom 27. September 1941 im Berliner Handelsregister als Einzelfirma bei geänderter Adresse „Bellevuestraße 5“ neu eingetragen. Aus der erhaltenen Korrespondenz vom Mai und April 1941 ging hervor, dass sich der Kunsthändler Lindpaintner zum Zeitpunkt des Verkaufes in Paris aufhielt.
Seligmann war seit 1938 verheiratet mit Henriette Marie, geborene Cretegny (* 1904). Die Familie lebte mit ihren zwei Kindern in der Pariser Rue Barbet-de-Jouy 24. Der Produzent Guy Seligmann (* 24. März 1939) ist ihr Sohn.